# Église Saint-Barthélémy de Brinon-sur-Sauldre
L’église Saint-Barthélémy est un édifice religieux catholique situé sur la commune de Brinon-sur-Sauldre dans le Cher en France.

## Historique
La construction de l’église est datée du XIIe siècle. Cependant, des ajouts ont été faits sur le bâtiment aux XVe et XVIIe siècles. Jusque vers 1800, l’église porte le vocable de saint Aignan qui est ensuite remplacé par celui de saint Barthélémy. L’édifice a subi deux rénovations au XIXe siècle et au XXe siècle (1924).
L'édifice est inscrit à titre de monument historique par arrêté du 20 septembre 1926.

## Architecture

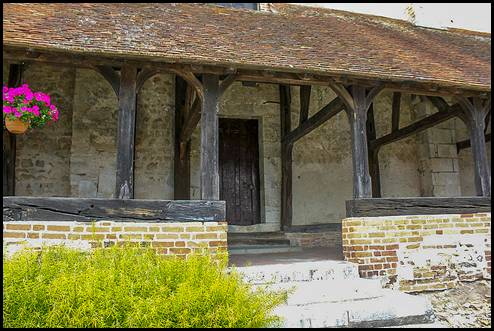
Caquetoire de la façade nord

De plan rectangulaire sans transept, la nef se termine par un chevet à pan coupé datant du XVe siècle.
Sur la façade avec un retour, sur le coté nord se trouve un caquetoire ouvert qui fait la particularité de cette église. Cette galerie extérieure du XVIe siècle servait d’abri aux réunions paroissiales qui avait lieu à la sortie de la messe sous la présidence du bailli . 

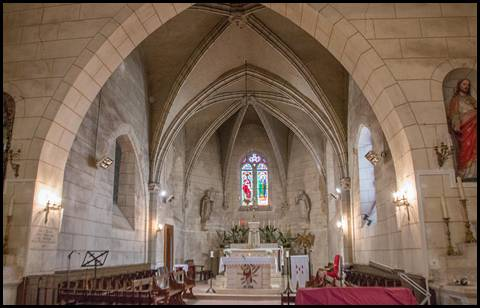
Intérieur de l’église

Le chœur et l'abside sont couverts par des voûtes d'ogives séparées par un arc doubleau reposant sur des piliers demi-octogonaux . Les arcs diagonaux retombent sur des culots ornés de figurines. 
Le parement extérieur des façades de l'abside a été reconstruit en briques apparentes. Le clocher, entièrement en bois, prend naissance sur le sol de la nef. Seize piliers supportent une grande plateforme sur laquelle reposent le corps du clocher et une flèche octogonale. Au nord, une petite tourelle carrée renferme l'horloge.